# Jałowo (obwód grodzieński)
Jałowo (biał. Ялава; ros. Ялово) – chutor na Białorusi, w obwodzie grodzieńskim, w rejonie świsłockim, w sielsowiecie Nowy Dwór, na terenie Parku Narodowego „Puszcza Białowieska”.
W dwudziestoleciu międzywojennym leżało w Polsce, w województwie białostockim, w powiecie wołkowyskim, w gminie Porozów.